# SN 2006mr
SN 2006mr – supernowa typu Ia odkryta 5 listopada 2006 roku w galaktyce NGC 1316. W momencie odkrycia miała maksymalną jasność 15,60m.